# 10253 Westerwald
10253 Westerwald (2116 T-2) là một tiểu hành tinh vành đai chính được phát hiện ngày 29 tháng 9 năm 1973 bởi C. J. van Houten và I. van Houten-Groeneveld ở Đài thiên văn Palomar. Nó được đặt theo tên Westerwald, a German mountain range.